# Sa Pha Đầu
Sa Pha Đầu (tiếng Trung: 沙坡头区, Hán Việt: Sa Pha Đầu khu) là một quận thuộc địa cấp thị Trung Vệ, Khu tự trị dân tộc Hồi Ninh Hạ, Cộng hòa Nhân dân Trung Hoa. Sa Pha Đầu có diện tích 4633 km2, dân số khoảng 350.000 người. Đây là trung tâm chính trị, kinh tế của Trung Vệ. Dù quận này là một quận tự trị của người Hồi, người Hán lại có dân số đông hơn. Ở đây có bình nguyên Ninh Vệ và quang cảnh Đại Mô là những địa điểm tham quan. Mã số bưu chính là 751700.

## Hành chính
Quận Sa Pha Đầu được chia thành 11 đơn vị hành chính cấp hương, gồm 10 trấn và 1 hương. Ngoài ra còn có 2 đơn vị ngang cấp hương khác.
- Trấn: Tân Hà (滨河镇), Văn Xương (文昌镇), Đông Viên (东园镇), Hoài Viễn (柔远镇), Trấn La (镇罗镇), Tuyên Hòa (宣和镇), Vĩnh Khang (永康镇), Thường Lạc (常乐镇), Nghênh Thủy Kiều (迎水桥镇), Hưng Nhân (兴仁镇)
- Hương: Hương Sơn (香山乡)

Đơn vị ngang cấp hương khác
- Khu chăn nuôi sinh sản tuyển chọn dê núi Trung Vệ (中卫山羊选育场)
- Khu công nghiệp Trung Vệ (中卫工业园区)